# Carlo Mannelli
Carlo Mannelli, noto anche come Carlo o Carluccio del Violino (Roma, 4 novembre 1640 – Roma, gennaio 1697), è stato un violinista e compositore italiano.

## Biografia
Nacque nel 1640, da padre nativo di Pistoia, a Roma, città in cui si formò e svolse tutta la sua carriera di violinista. Fu probabilmente in rapporti di parentela, per parte di madre (Dionora Rivera), con il noto liutista, violinista e compositore Lelio Colista, con il quale coabitava nel 1669. Iniziò molto giovane la carriera di musicista. Dal 1659 collaborò alle musiche organizzate dall’arciconfraternita del SS. Crocifisso di San Marcello durante la settimana santa, dapprima come cantore, e, dal 1664 al 1694, come violinista, negli oratori promossi da questo sodalizio per i cinque venerdì di quaresima. Nel 1661 compare tra i musicisti pagati per la festa di S. Idelfonso a S. Maria Maggiore, con il soprannome di «Carluccio di Pamfilio». Fin da giovane infatti era entrato al servizio del principe Camillo Pamphilj, come ricorderà nella dedica delle sue Sonate op. II (1682) al cardinale Benedetto Pamphilj figlio del precedente. Nel novembre 1663 risulta già aggregato alla Congregazione dei musici di Roma, con la carica di "guardiano" dei suonatori di strumento, che ricoprì di nuovo nel 1684. Per circa un ventennio fu il violinista di maggior spicco a Roma fino a che, nel corso degli anni Ottanta del Seicento, andò affermandosi Arcangelo Corelli. Collaborò come violinista alle musiche delle maggiori chiese romane (S. Luigi dei Francesi, S. Maria Maggiore, S. Giacomo degli Spagnoli), come pure a quelle eseguite nelle accademie o nei palazzi della nobiltà. Dal 1671 al 1673, al servizio stabile del principe Giovanni Battista Borghese, che tuttavia continuò a servire come violinista, anche negli anni successivi. Collaborò pure a importanti esecuzioni musicali promosse o patrocinate dai cardinali Flavio Chigi, Benedetto Pamphilj e, negli anni 1689-95, Pietro Ottoboni.
Morì a Roma ai primi di gennaio 1697, dato che il suo testamento fu aperto il 6 gennaio.
Lasciò erede universale dei suoi beni la Congregazione dei musici di Roma, perché sostenesse economicamente i musicisti poveri, infermi o in condizione di non poter più lavorare. I suoi beni comprendevano circa 300 opere strumentali manoscritte (essenzialmente sonate e sinfonie per violino solo, 2 violini e 2 violino e basso), delle quali sopravvive soltanto una Sinfonia a violino solo.
Carlo Mannelli è talvolta confuso con il più anziano Carlo Caproli, anch'egli soprannominato "Carlo del Violino".

## Opere
- Primo libro di sinfonie a violino solo (perduto)
- Sonate a tre, dui violini e leuto o violone con il basso per l’organo Op. 2, Roma, G.A. Muzi, 1682
- Sonate a tre. doi violini, leuto o violone, con il basso per l’organo Op. 3, Rome, G.A. Muzi, 1692